# Servicio Valenciano de Empleo y Formación
El Servicio Valenciano de Empleo y Formación o LABORA (oficialmente y en valenciano Servei Valencià d'Ocupació i Formació) es un organismo autónomo de la Generalidad Valenciana con personalidad jurídica propia, plena capacidad de obrar, con autonomía económica y administrativa para la realización de sus fines y la gestión de su patrimonio. Este organismo se creó mediante la Ley 3/2000 de 17 de abril (DOGV nº3737) adscrito a la Consejería de Economía, Industria, Turismo y Empleo.
LABORA se rige por la Ley 3/2000, de la Generalidad Valenciana, de 17 de abril, de creación del SERVEF, por su Reglamento, aprobado por Decreto 194/2013, de 20 de diciembre, del Gobierno Valenciano y por la reglamentación interna emanada del propio SERVEF.
El SERVEF pasa a denominarse LABORA con el DECRETO 216/2020, de 29 de diciembre, del Consell, de aprobación del Reglamento de organización, régimen jurídico y funcional de LABORA Servicio Valenciano de Ocupación y Formación.

## Competencias y funciones
LABORA gestiona las políticas activas de empleo en el  ámbito de la Comunidad Valenciana. De este modo, tiene a su cargo la ejecución de la política de Generalidad Valenciana en cuanto a:
- Intermediación en el mercado de trabajo.[5]
- Orientación laboral.[6]
- Formación profesional para el empleo.[7]
- Fomento del empleo.[8]

Y las principales funciones que tiene este servicio son:
- En el ámbito de la inserción laboral se encarga de prestar los servicios de intermediación laboral a través de los centros de empleo y formación de titularidad autonómica y de los centros colaboradores y asociados, mediante su previa homologación.[9][10][11][12][13]
- En el ámbito de la formación profesional se encarga de planificar, ejecutar y controlar las acciones y programas de formación profesional para el empleo, y llevar las actuaciones del programa nacional de formación, en el marco autonómico.[14][15]
- En el ámbito de políticas activas de empleo se encarga de impulsar, desarrollar y ejecutar los programas de creación de empleo entre los colectivos de desempleados, especialmente para los más discriminados.[16][17][18]

## Organización
El LABORA está constituido por los siguientes órganos:
- El Consejo General.
- El Consejo de Dirección.
- El Director o la directora general.

El artículo 8 del Reglamento de Organización y del Régimen Jurídico señala que el Consejo General es el órgano de asesoramiento, consulta y participación, tripartito y paritario, compuesto por las organizaciones sindicales y empresariales más representativas de la Comunidad Valenciana y por la Administración, y está compuesto de 12 miembros distribuidos del siguiente modo:
- El Presidente, que será el Consejero competente en materia de empleo.[19]
- El vicepresidente, en la persona del director general (Antonio Galvañ Díez).[20][21]
- Diez vocales:

1. Cuatro representantes de las organizaciones sindicales.
2. Cuatro representantes de las organizaciones empresariales.
3. Dos representantes de la Consejería competente en materia de empleo.